# Parti de la droite
Ne doit pas être confondu avec Parti de droite.
Le Parti de la droite (en luxembourgeois : Rietspartei et en allemand : Rechtspartei), est un ancien parti politique conservateur du Luxembourg. Créé en 1914, il disparaît en 1940 lors de son interdiction par le régime nazi sous l'occupation. À la fin de la Seconde Guerre mondiale, le Parti populaire chrétien-social (CSV) lui succède.

## Présidents[1]
| Identité                             | Période | Période                                   | Durée         |
| Identité                             | Début   | Fin                                       | Durée         |
| ------------------------------------ | ------- | ----------------------------------------- | ------------- |
| Philippe Bech (d) (1851 - 1914)      | 1914    | 2 juin 1914 (mort en cours de mandat)     | moins d’un an |
| Mathias Huss (d) (1860 - 1928)       | 1914    | 23 février 1928 (mort en cours de mandat) | 14 ans        |
| François Altwies (en) (1869 - 1936)  | 1928    | 1930                                      | 2 ans         |
| Eugène Dondelinger (d) (1875 - 1934) | 1930    | 10 janvier 1934 (mort en cours de mandat) | 4 ans         |
| Jean Origer (en) (1877 - 1942)       | 1934    | 1940                                      | 6 ans         |